# Ågesta gård

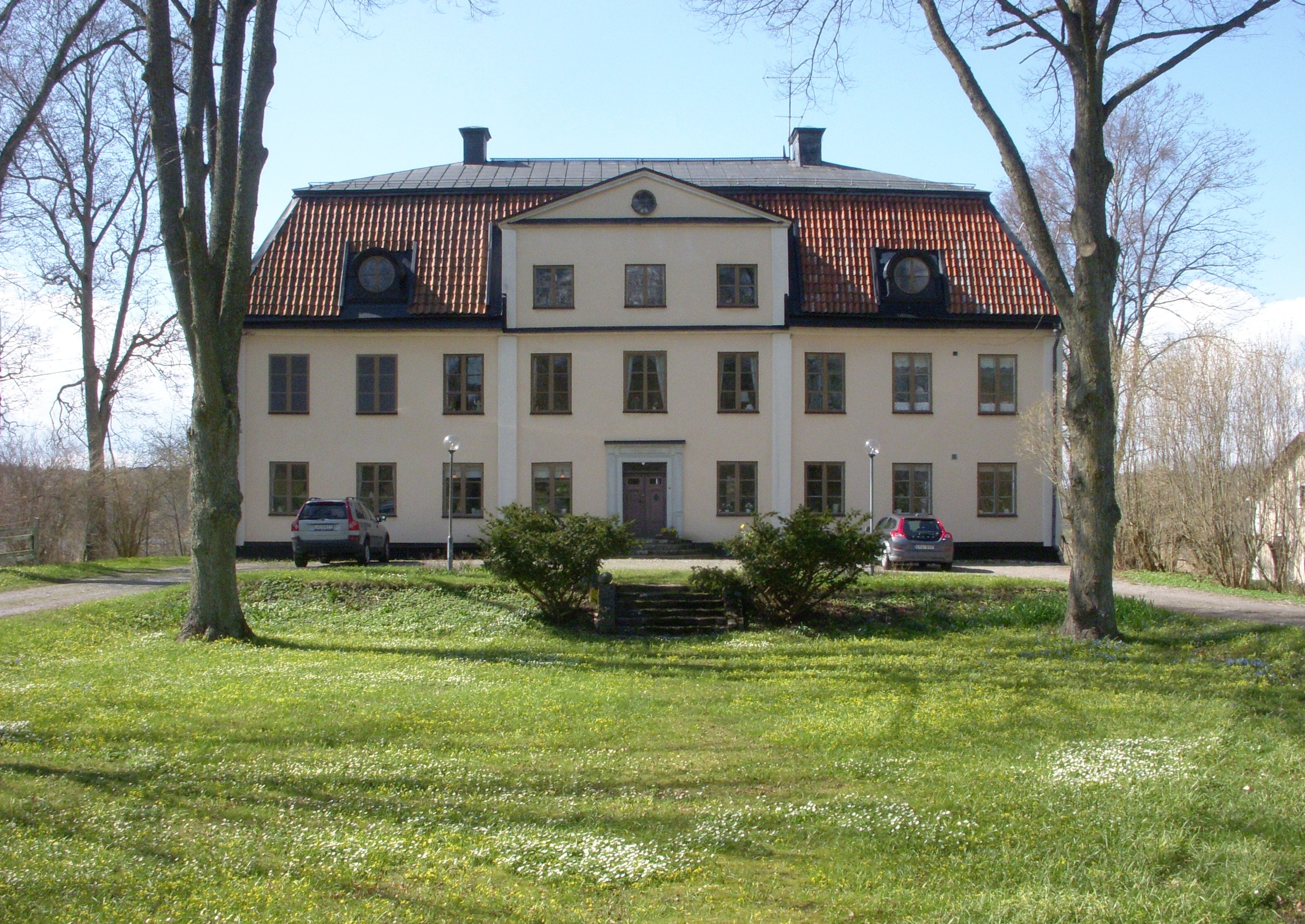
Ågesta gårds huvudbyggnad i april 2012.

Ågesta gård är en herrgård och ett gods i Ågesta i Huddinge socken i Huddinge kommun, Stockholms län. Anläggningen ägs sedan 1945 av Stockholms stad.

## Historik

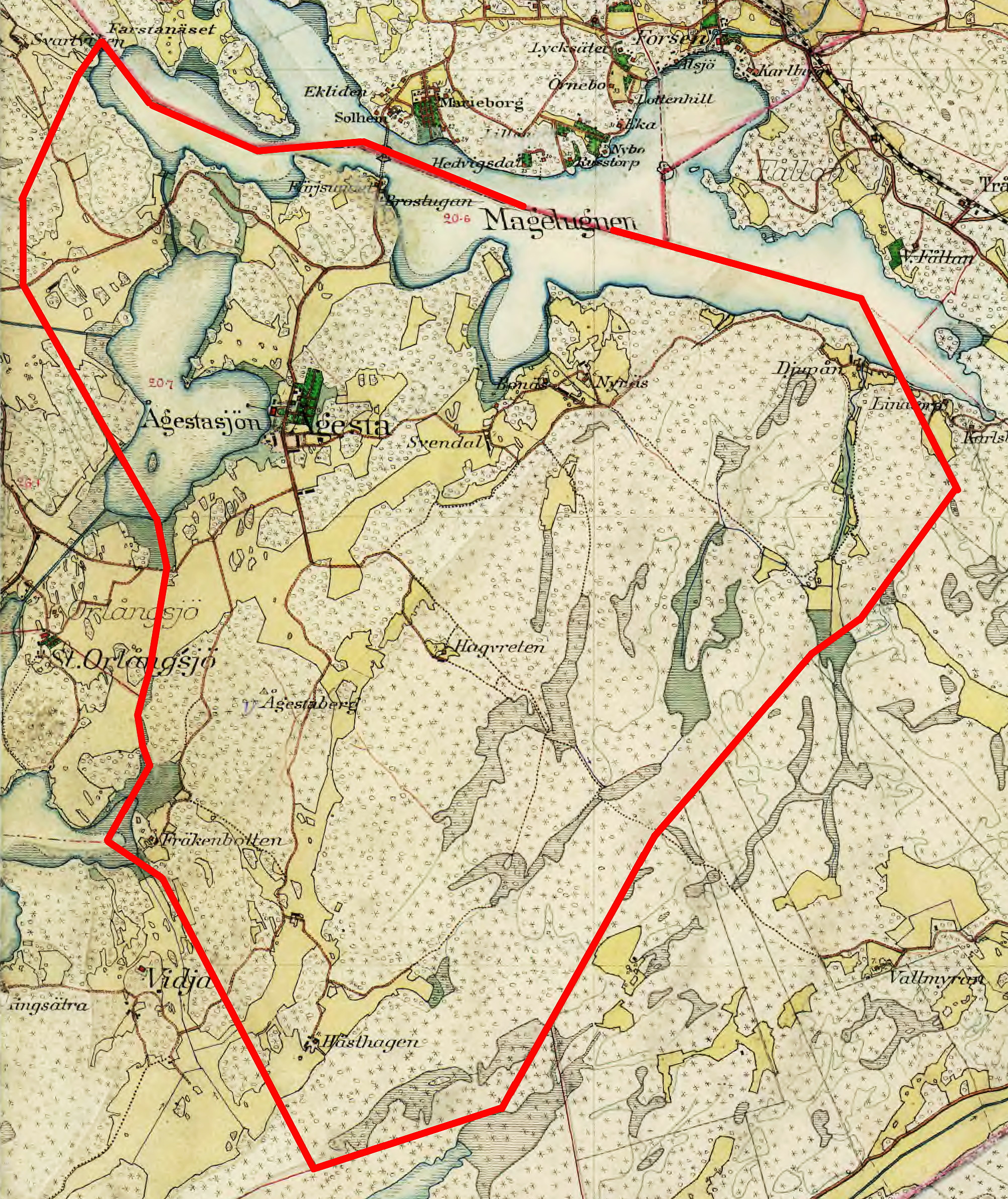
Ågestas ägor år 1900.

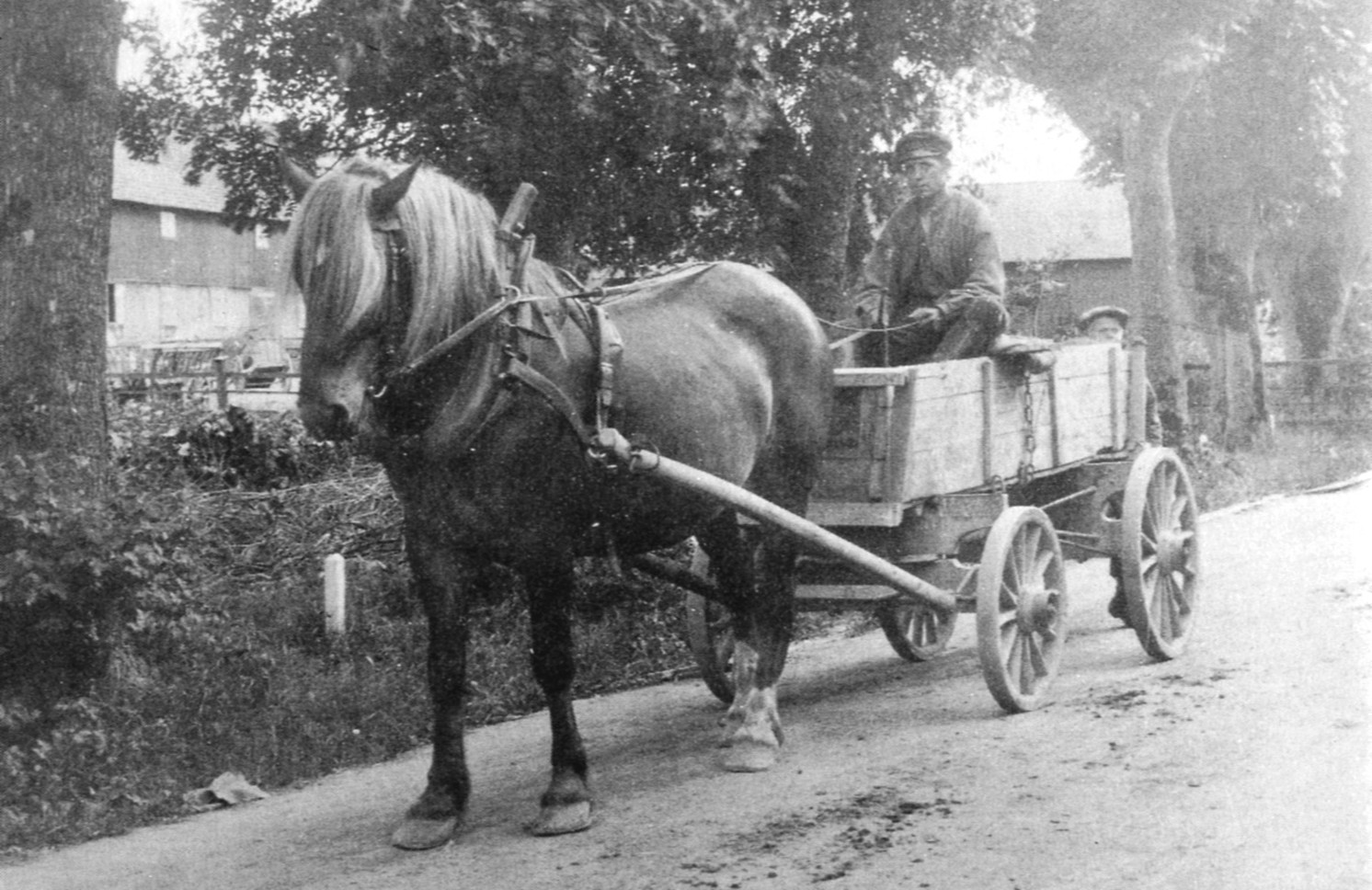
Ågesta gård under 1920-talet.

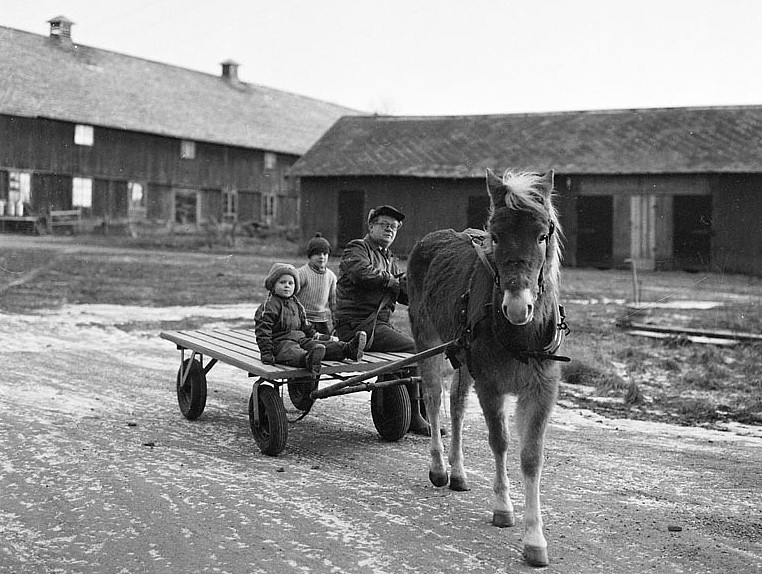
Bo von Krusenstierna med barnen Fredrik och Julie på väg mot Alängen där Ågestaverket skall byggas, 13 januari 1957.

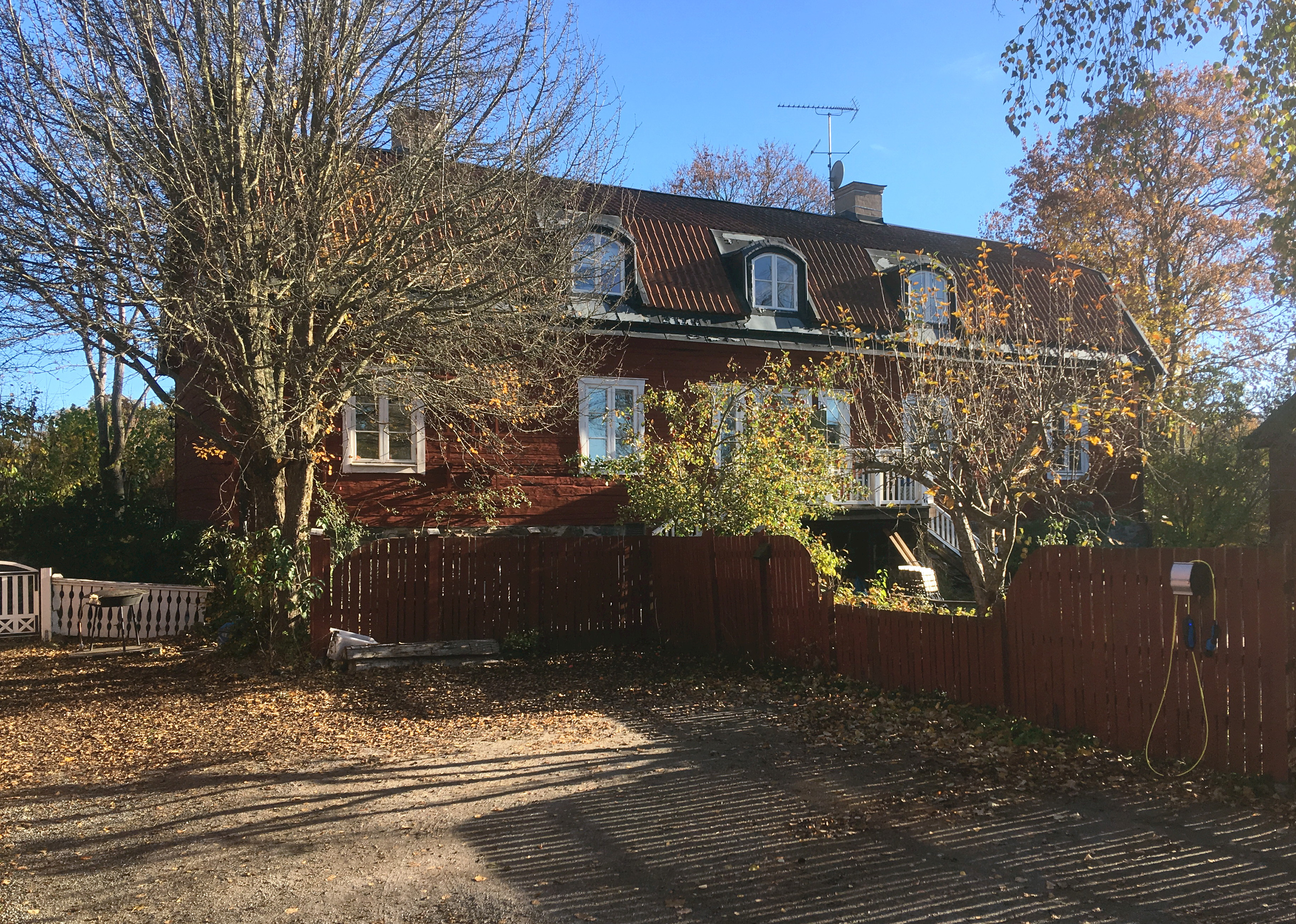
Gammelgårdens huvudbyggnad, 2018.

Fornfynd har visat att det fanns här en gård sedan äldre järnåldern (300–400 e.Kr.). Äldre namn är Ågista och Agastum. Äldsta skriftliga belägget för namnet härrör från 1330-talet. Då testamenterade Kaniken Brynolf i Strängnäs sin kåpa till Christine i Agastum.
År 1535 bestod Ågesta av tre gårdar som brukades troligen av frälsebönder. För sina diplomatiska förtjänster under 30-åriga krigets slut fick riksrådet Johan Adler Salvius Ågestas gårdar i förläning. Vid hans död 1652 drogs de in till kronan och anslogs 1692 på livstid till ammorna för två av Karl XI:s söner. Under 1700-talet hade Årsta många kända ägare, bland dem friherren Carl Bunge, ämbetsmannen Olof Elias Lagerheim och fältmarskalk Carl Mörner.
År 1899 förrättades en offentlig auktion som kan återspegla gårdens stora djurbesättning. Där såldes bland annat följande: en 6-årig vagnshäst, en sto kvartsardenner 8 år, 11 arbetshästar, tre par dragoxar, 58 mjölkkor av prina beskaffenhet, 19 kvigor en del kalvfärdiga en del betäckta, två betäckningstjurar, ett ungdjur 10 månader av ren östfrisik ras, 10 påläggningskalvar och 100 unga höns.
Från 1910 var ingenjör Lennart Hellstedt ägare till Ågesta gård och rustade upp den från grunden. Han bekostade i mitten av 1920-talet bygget av den första fasta broförbindelsen över sjön Magelungen (föregångaren till dagens Ågestabron). På 1930-talet omfattade egendomen 230 hektar åkermak och 1 000 hektar skog.
Corps de logi anses vara från 1600-talet och fick sin nuvarande utformning i slutet av 1700-talet eller i början av 1800-talet. Ågesta gårds huvudbebyggelse består idag av en före detta mangård (väster om Vidjavägen), en så kallad Gammalgård med huvudbyggnad och två flyglar (öster om Vidjavägen) samt fyra mindre rödmålade tidigare arbetarbostäder, kallade Baracker, som står i rad längs med Vidjavägen. Till anläggningen hör även gamla och nya ekonomibyggnader. Mangården har två våningar och en vindsvåning under ett mansardtak. Mot vägen dominerar en tre våningar hög frontespis. Fasaderna är putsade och avfärgade i ljusgul puts. Gammelgården, belägen öster om Vidjavägen, är enligt förre riksantikvarien Gösta Selling uppförd som arbetarbostäder i början av 1800-talet. 

### Gården under Stockholms stad
Egendomen förvärvades 1945 av Stockholms stad från Lennart Hellstedts dödsbo. Därefter har familjen arrenderad gården genom Bo och Madeleine von Krusenstierna. Man fortsatte med traditionellt jordbruk, men lönsamheten blev allt sämre och 1963 såldes gårdens omkring 60 mjölkkor. Sedan fortsatte man med biffkor. Efter Bo von Krusenstierna övertogs driften av sonen Jan von Krusenstierna (1943–2015). 
Den 26 november 1957 började anläggningsarbetena för Ågestaverket som uppfördes på gårdens Alängen och i intilliggande berget i höjd med avtagsvägen mot torpet Fräkenbotten. Det blev Sveriges första kommersiella kärnkraftverk som var i drift mellan 1963 och 1974.
Idag ligger den historiska gårdsmiljön inträngd mellan Ågestasjön och Ågesta Golvklubbs anläggning. Marken omkring och ekonomibyggnaderna används numera för ridverksamhet av Ågesta Ridskola som bildades 1978 genom Jan och Margaretha von Krusenstierna. Ridskolan förfogar över 55 ridhästar och har cirka 900 elever per vecka. Nuvarande ägaren är Kristian von Krusenstierna.
Ågesta gårdsarrende omfattar 100 hektar varav 80 hektar ingår i Orlångens naturreservat. Arealen betas av gårdens 74 hästar, omkring 30 vuxna nötkreatur och cirka 20 kalvar. Stora markarealer nyttjas även av Ågesta Golfklubb som golfbana. Klubben grundades 1958 och har idag en 18-hålsbana och en 9-hålsbana.

## Ågesta solcellsanläggning

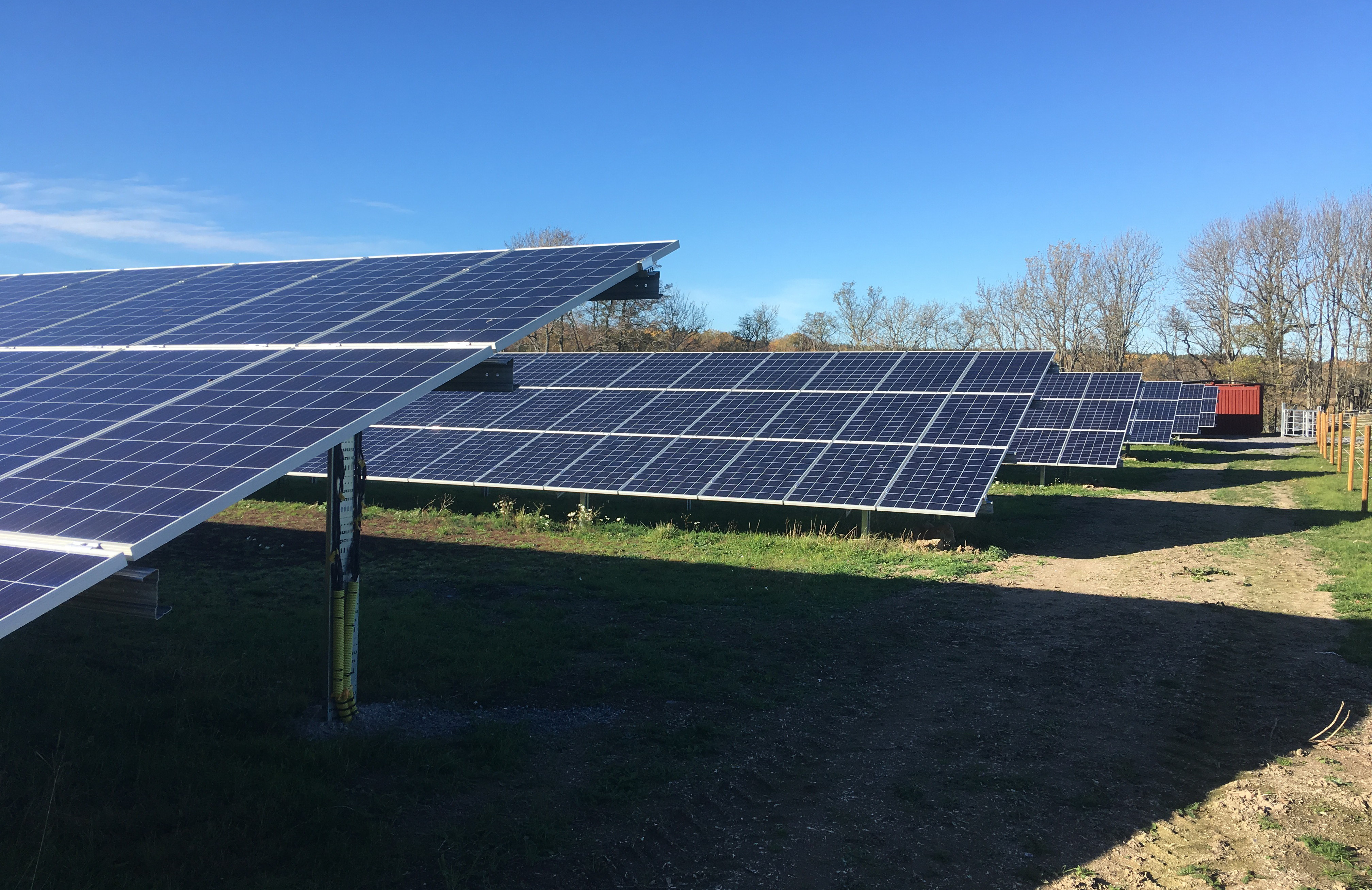
Ågesta solaranläggning, 2018.

En solcellsanläggning invigdes i september 2018 på en av gårdens paddockar sydväst om gården. Anläggningen var ett projekt av Ågesta Ridskola och genomfördes med ekonomisk hjälp från EU:s jordbruksfond för landsbygdsutveckling. På ett cirka 5 000 m² stort inhägnat område installerades 1 588 fasta solpaneler (motsvarande 2 492 m²) som monterades på stativ, vinklade mot söder. Tolv växelriktare gör att man kan avläsa produktionen av elenergi i realtid vilken anges på en skylt på teknikhusets fasad. 
Årsproduktionen beräknas till 400 000 kWh som gör att hela Ågesta gård blir självförsörjande på elektricitet. All den energi som inte förbrukas matas in i elnätet.

## Vägnamn med anknytning till gården
Flera vägnamn i området erinrar om tidigare ägare av Ågesta gård:
- Greve Mörners väg efter Carl Mörner som i början av 1800-talet bland annat var guvernör och militärbefälhavare i Pommern och överståthållare i Stockholm.
- Biskopsvägen efter Sven Caméen, biskop i Västerås, Ågestas ägare mellan 1710 och 1740.
- Peder Smedhs väg efter Peder Smedh som ägde Ågesta Norrgård i mitten av 1500-talet.

## Bilder

Gårdens byggnader (urval)
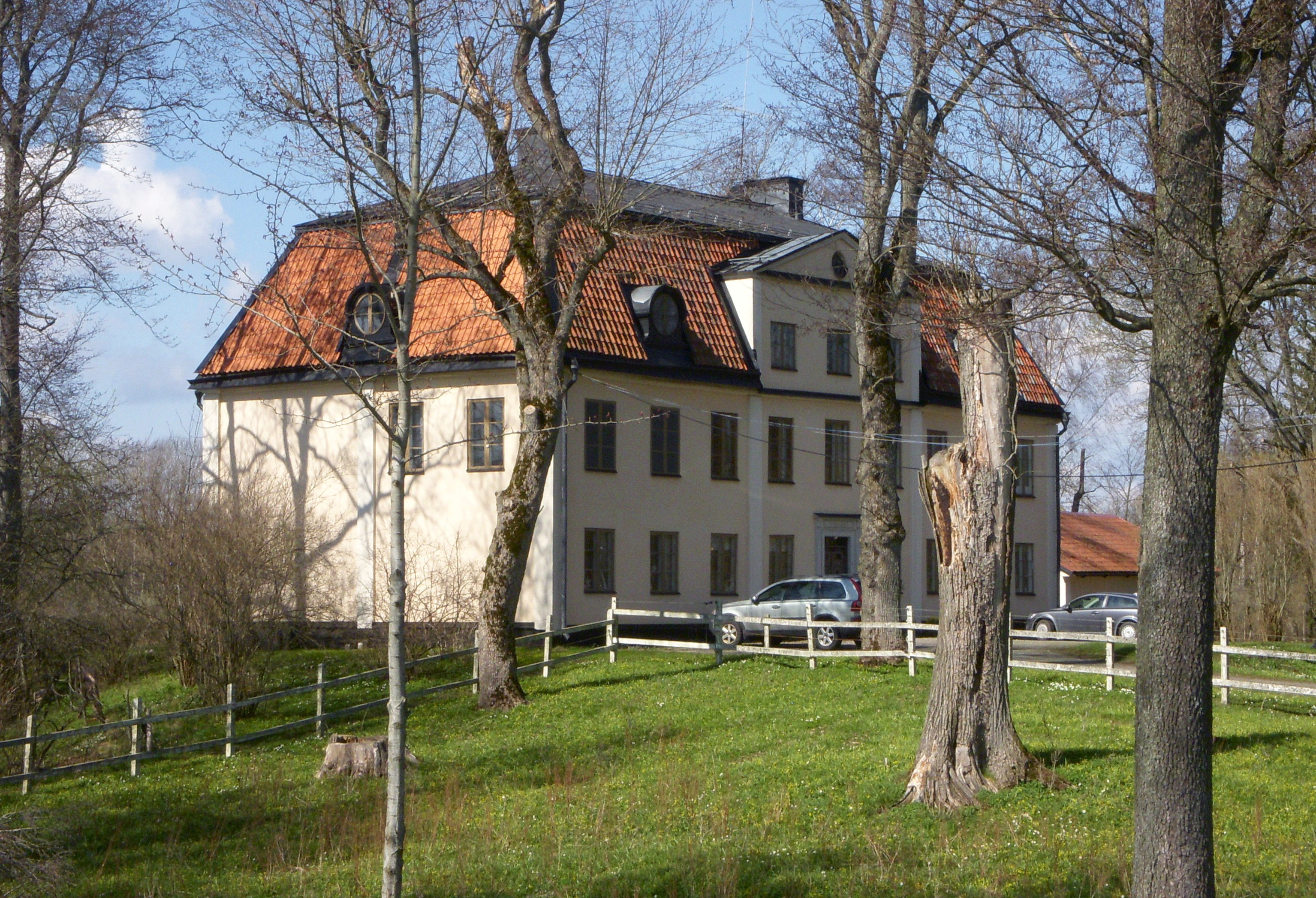
Huvudbyggnaden.
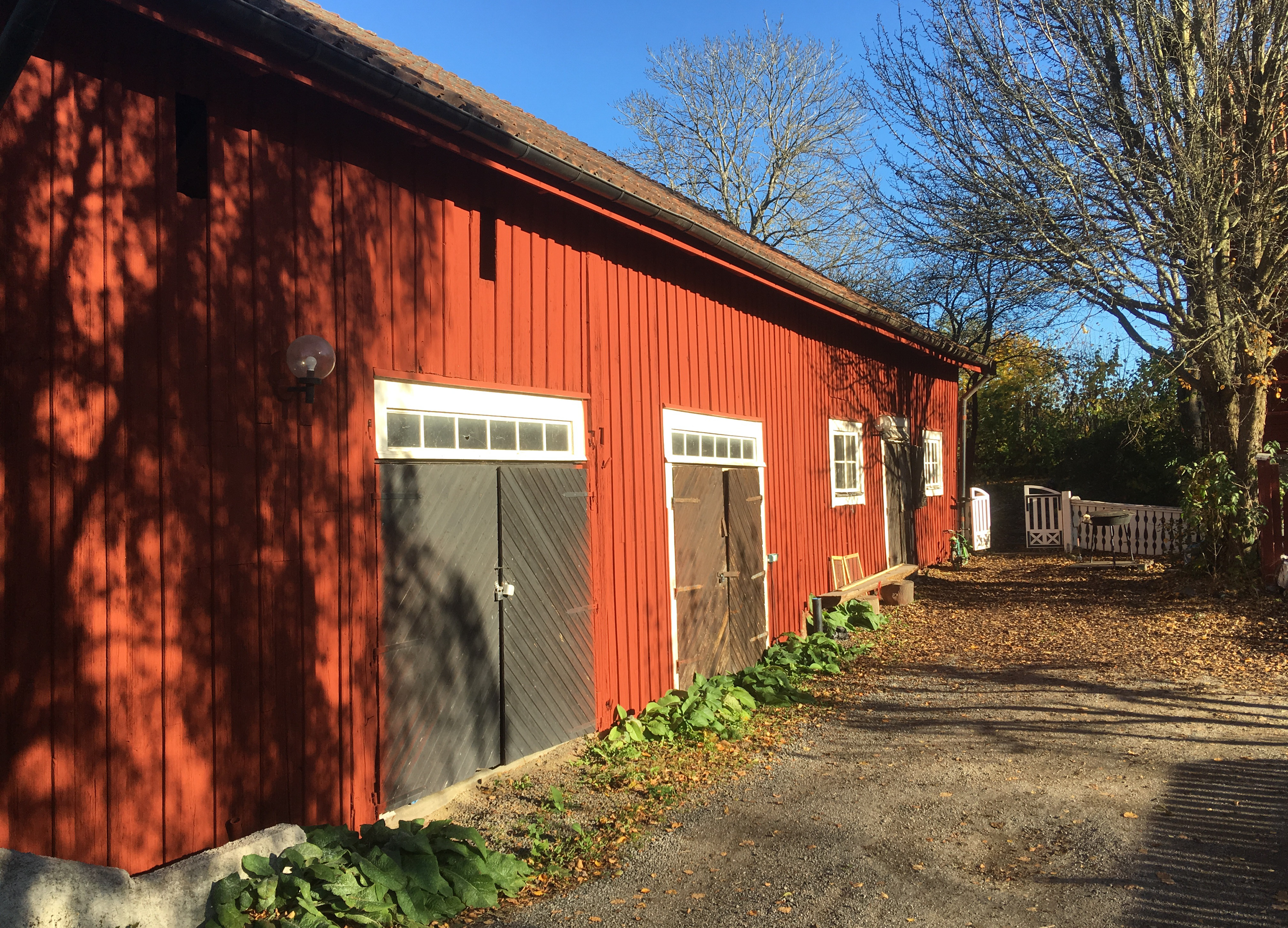
Gammelgårdens stall.
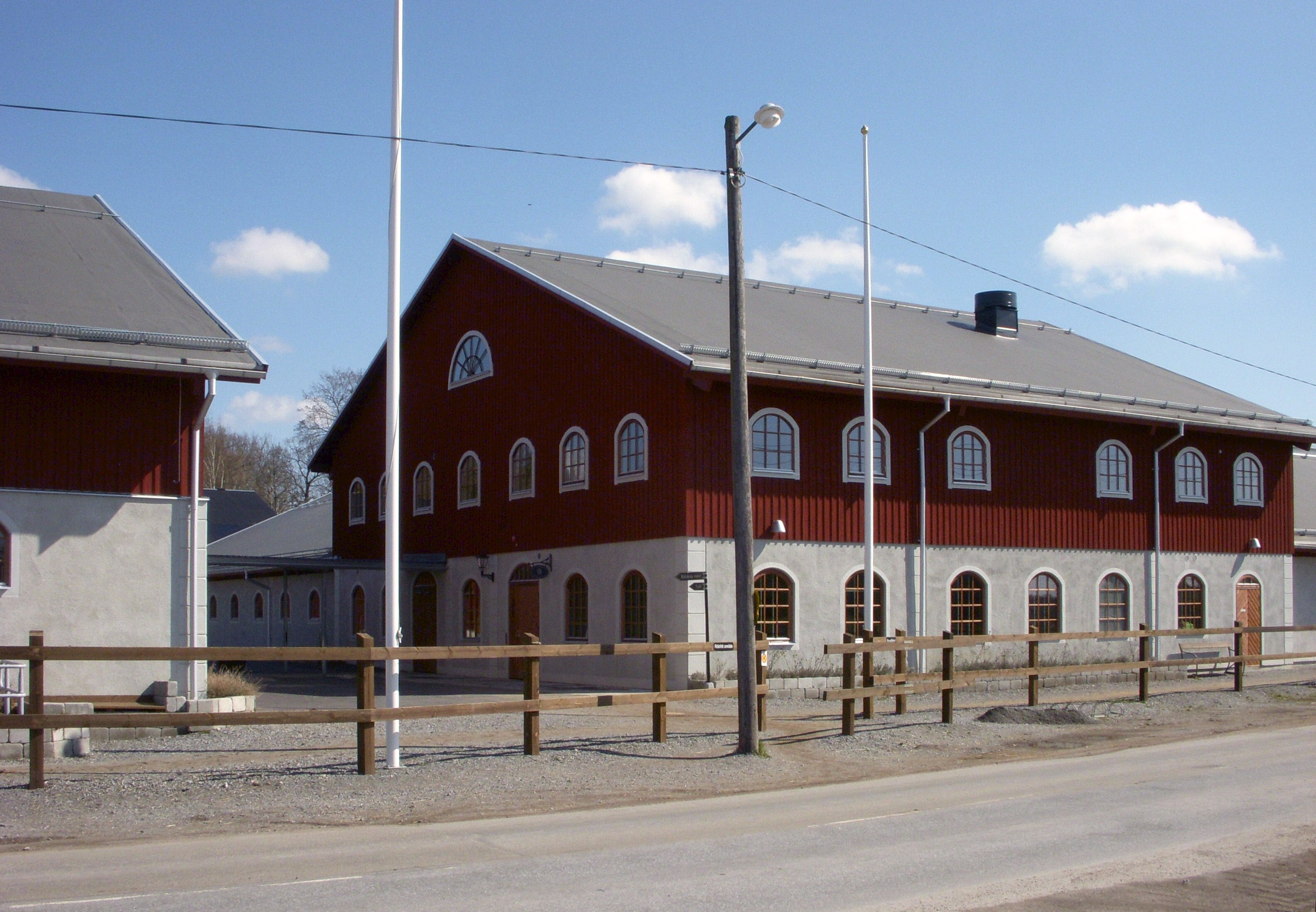
Nya ridstallet.
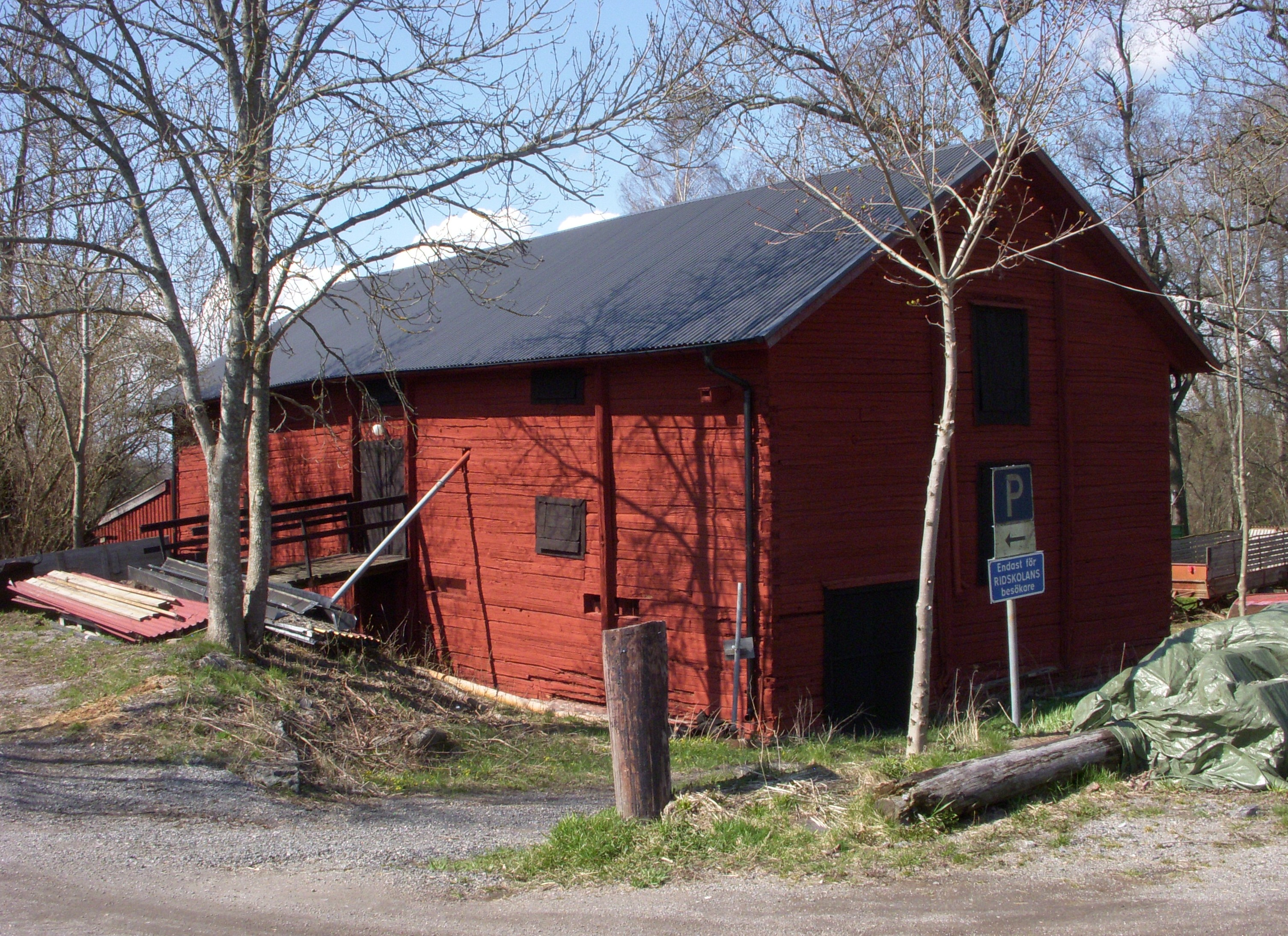
Äldre magasin.
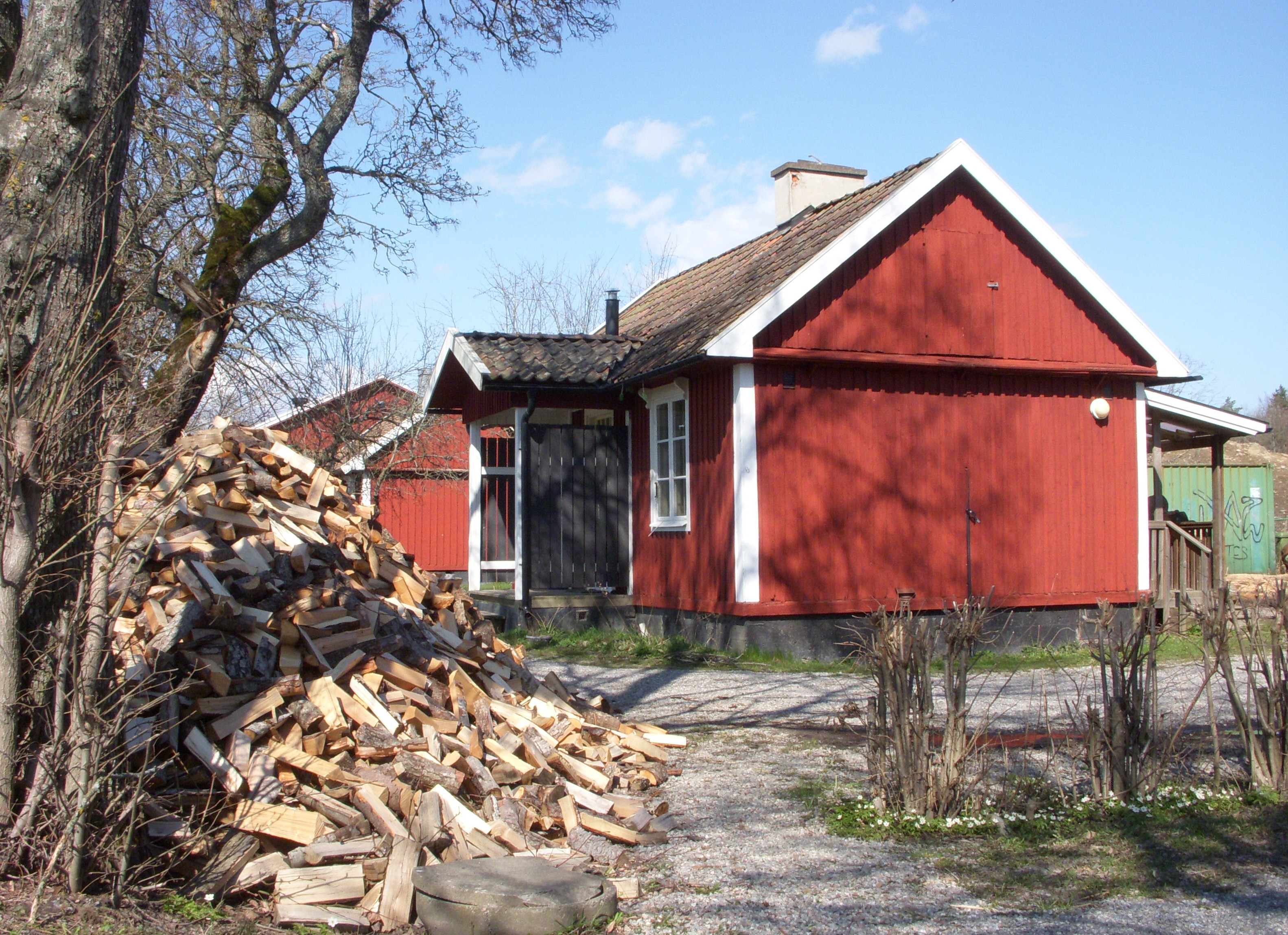
En av gårdens "Baracker".

Gårdens omgivning
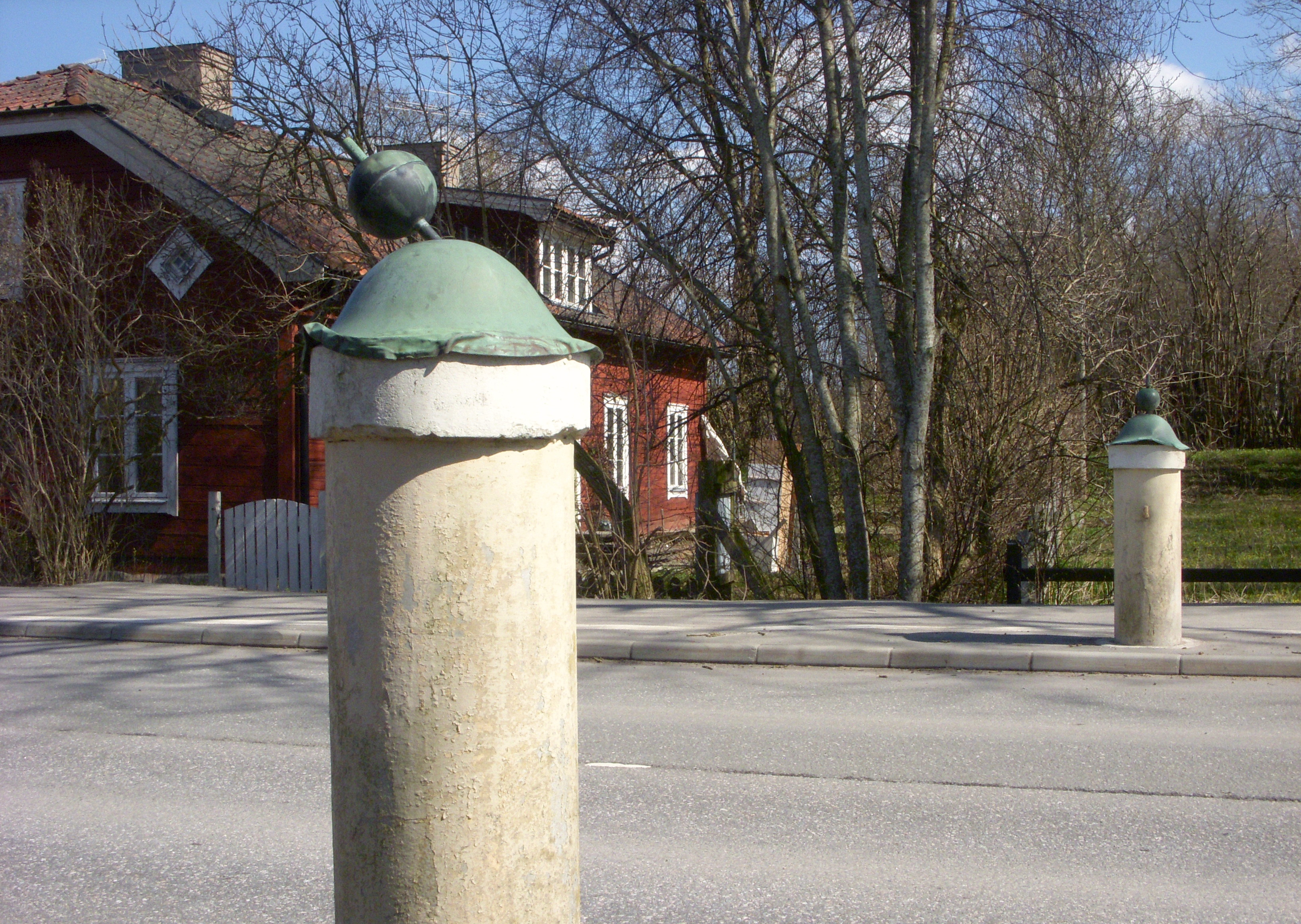
Grindstolpar på ömse sidor om Vidjavägen med Gammelgårdens södra flygel i bakgrunden.
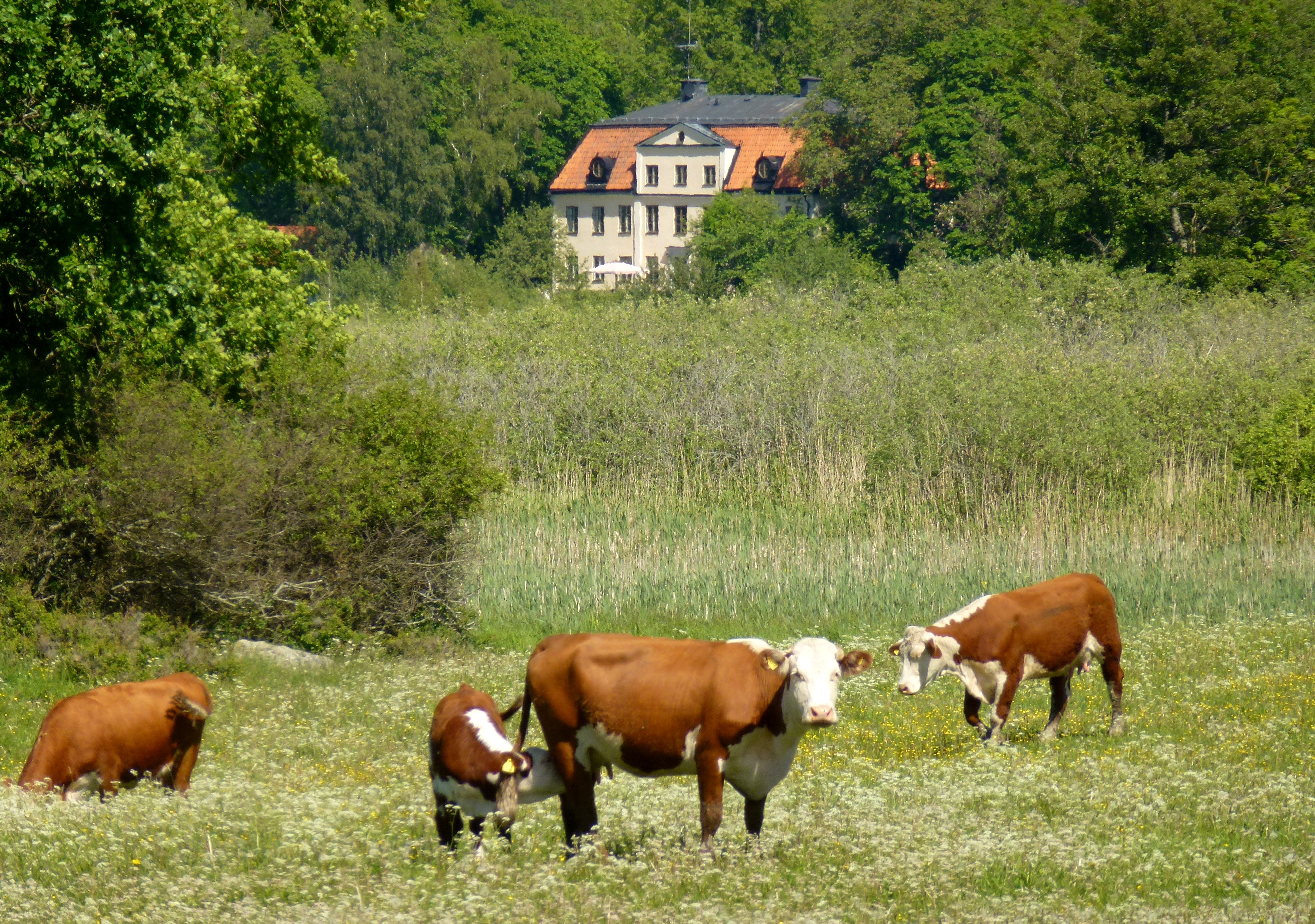
Kulturlandskapet kring gården med huvudbyggnaden i bakgrunden.
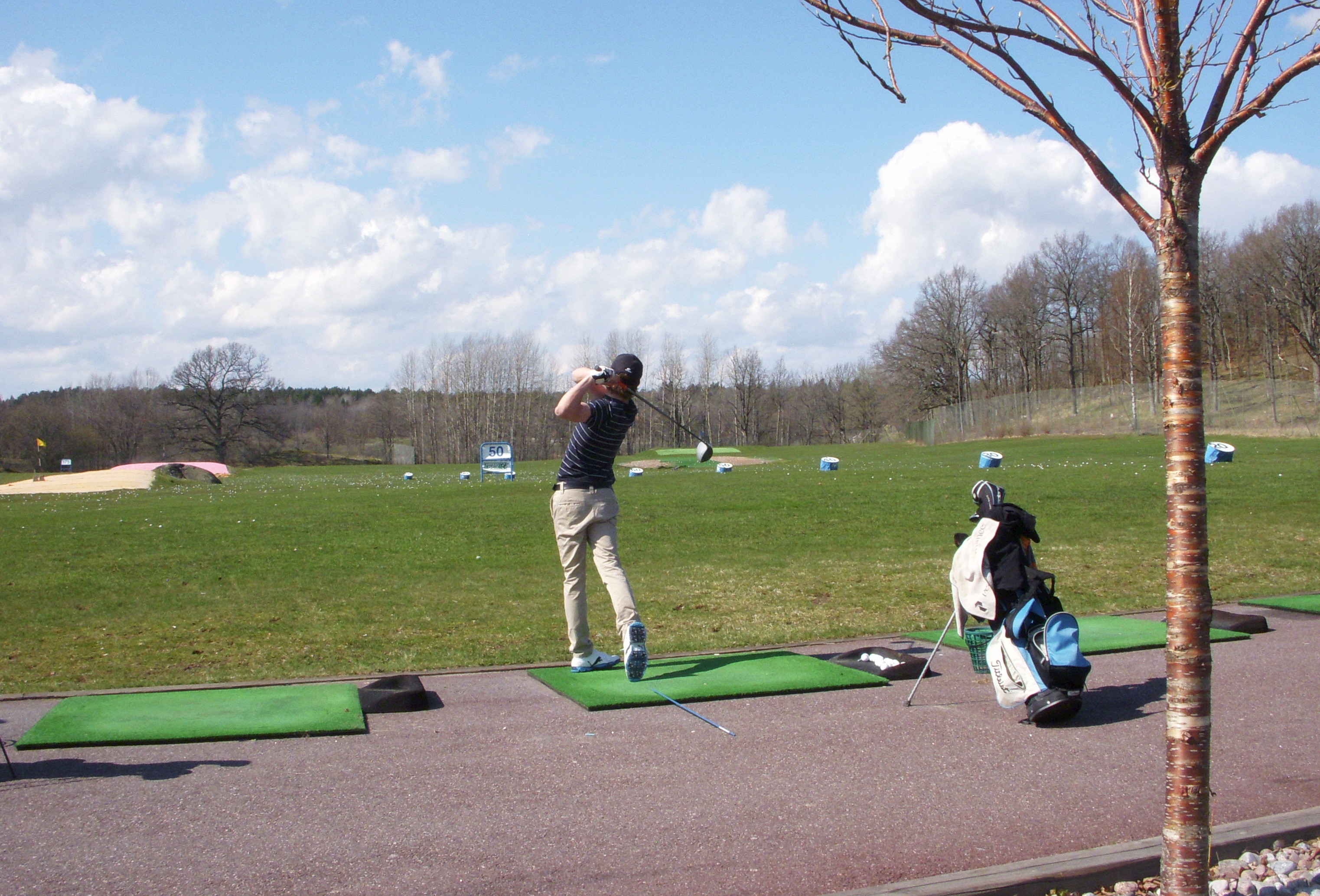
Ågesta Golfklubb.
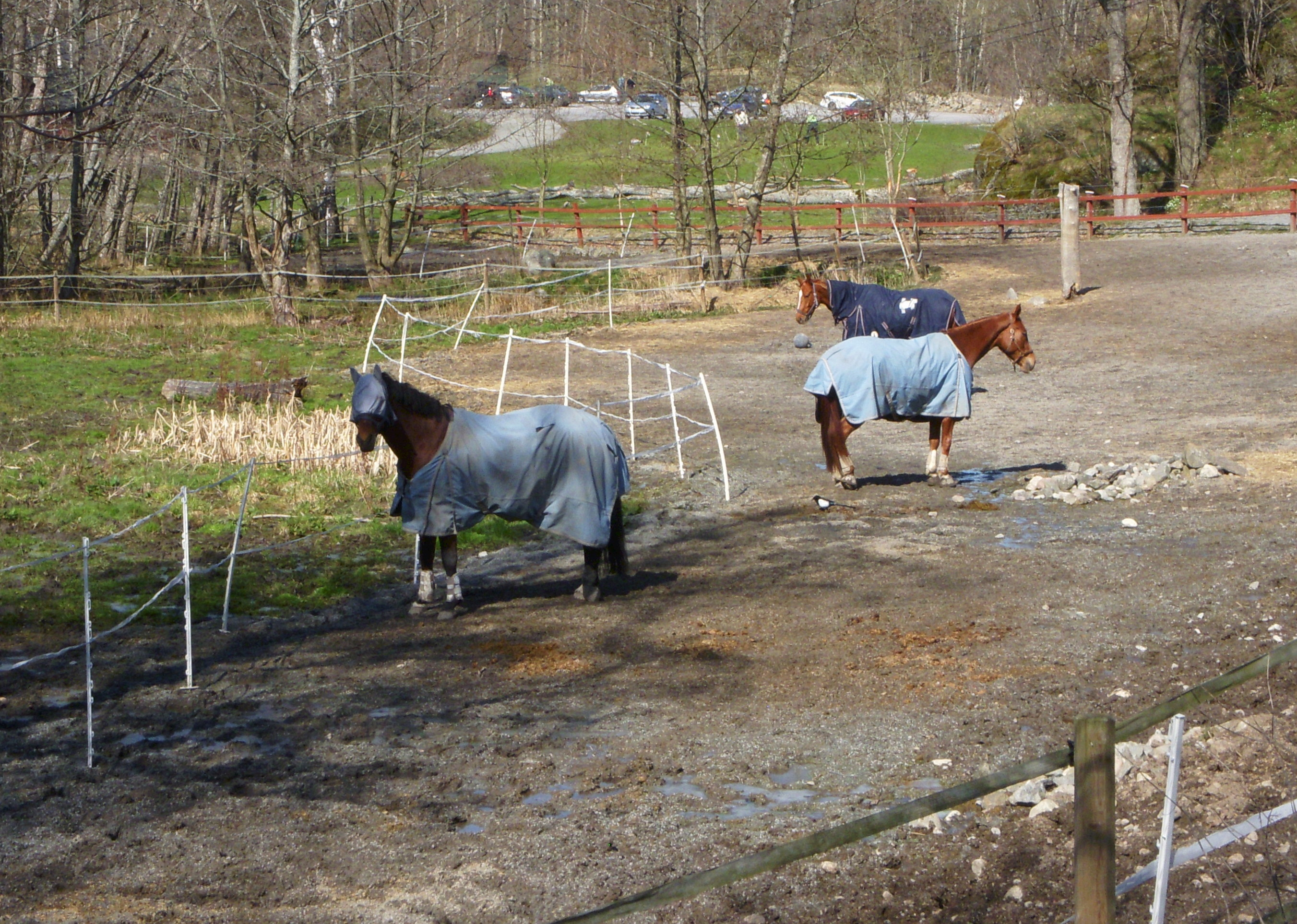
Gårdens hästhage.
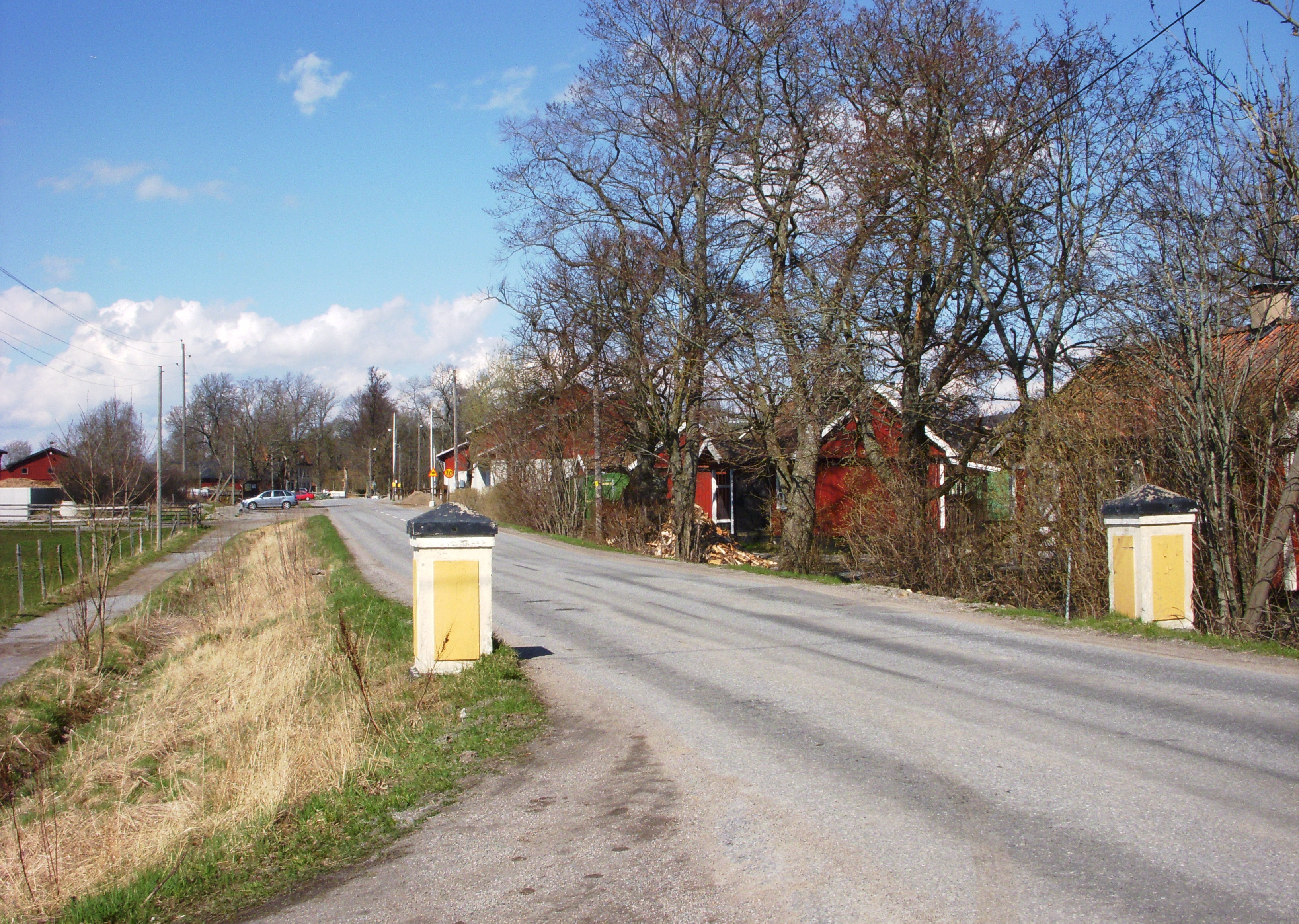
Vidjavägen söder om huvudbebyggelsen, vy mot norr.

## Ågestas bevarade gårdar och torp (urval)
I alfabetisk ordning.
| Bild | Beteckning      | Beskrivning | Läge och koordinater                                                        |
| ---- | --------------- | --- | --------------------------------------------------------------------------- |
|      | Brostugan       | Brostugan, även kallad Färjsundet, var både torp och färjkarlens bostad för färjan över sjön Magelungen. Stället omnämns första gången 1689. Här passerade landsvägen mellan gårdarna Ågesta och Farsta. I slutet av 1800-talet anlades den första fasta förbindelsen över sundet i form av en flottbro med öppningsbar mittendel. Fortfarande under 1920-talets mitt, när den första bron fanns, fick man betala en broavgift. | Ågesta broväg 59°13′47.9″N 18°5′20.7″Ö / 59.229972°N 18.089083°Ö            |
|      | Djupån          | För torpet Djupån eller Djupå torp finns uppgifter om innehavare från 1720. I husförhörslängderna från 1740 framgår att paret Lars Mattsson och Anna Nilsdotter var torpare. Nuvarande torpstugan uppfördes troligen på 1800-talet. Djupån brukades som egenständig gård fram till 1920-talet. På 1940-talet hörde sju hektar åkermark till Djupån. Det fanns en häst, tre unghästar två kor och två ungdjur samt en minkfarm. Idag ägs Djupåtorpet av Stockholms stad. | Ågesta friluftsområde 59°13′20.6″N 18°7′16.54″Ö / 59.222389°N 18.1212611°Ö  |
|      | Fräkenbotten    | Fräkenbotten, ursprungligen kallad Swenlund, omnämns första gången i skrift år 1740 i husförhörslängden som dagsverkstorp under Ågesta. 1923 övertogs stället av paret Carl Erik Andersson och hans hustru Edla, som skulle bli de sista torparna på Fräkenbotten. På 1930-talet revs den ursprungliga byggnaden och Lennart Hellstedt, dåvarande ägaren på Ågesta gård, lät uppföra en ny stuga. En äldre lada från sekelskiftet 1800 står söder om boningshuset. Nuvarande ägaren, Stockholms stad, hyr ut Fräkenbotten till Kärrtorps scoutförening.                                                                           | Fräkenbotten 59°12′27.54″N 18°4′9.9″Ö / 59.2076500°N 18.069417°Ö            |
|      | Hanestorp       | Hanestorp är ett tidigare båtsmanstorp som hörde mellan 1716 och 1888 till det första Södermanlands båtsmanskompaniet. I Hanestorp (nr. 107) var första båtsmannen Per Carlsson-Hane (därav namnet Hanestorp) och den siste var Frans Gustav Söderlund-Sjöholm. I slutet av 1700-talet bodde här även sockenskräddaren Mårten Lindblad med hustru Maria. Då benämndes torpet även som Orlångsjö skräddarstuga. | Hanes väg 1 59°13′30.9″N 18°3′39.94″Ö / 59.225250°N 18.0610944°Ö            |
|      | Norstugan       | Norstugan ligger cirka 200 meter söder om Hanestorp intill gamla den Skolleden. Det var ett dagsverkstorp under Ågesta och anses som nybyggt 1835. Sista torparparet kom till Norstugan år 1895. De hade tre barn, tre pigor, en dräng och en tjänstegosse. På 1920-talet blev torpet ett småbruk och avstyckades från Ågesta. Idag ägs byggnaden av Stockholms stad som hyr ut den till scouter. | Hanes väg 3 59°13′26.31″N 18°3′39.98″Ö / 59.2239750°N 18.0611056°Ö          |
|      | Nynäs           | Nynäs ligger öster om Ågesta gård och intill Nynäsviken, en södra vik av Magelungen. Torpet nämns sedan 1689 i husförhörslängderna under Ågesta gård och i jordeboken från 1749 upptas det som skattelagt under Ågesta. År 1907 avstyckades Nynäs med 23 hektar mark från Ågesta men 1918 lades torpet åter till Ågesta. Torpstugan med tillhörande ekonomibyggnad finns fortfarande bevarad och utgör idag en del av Ågesta friluftsområde där torpet fungerar som raststuga och omklädningsrum vintertid. | Ågesta friluftsområde 59°13′21.29″N 18°6′9.34″Ö / 59.2225806°N 18.1025944°Ö |
|      | Lilla Orlångsjö | Lilla Orlångsjö, även kallad Orlångsjö torp ligger strax norr om gården Stora Orlångsjö. Namnet härrör från den närbelägna sjön Orlången. Stugan var ett dagsverkstorp mellan 1851 och 1935 och ett av de sista som hade jordgolv. Den första torparen hette Carl-Erik Larsson med hustru Ulrika Carolina Lund medan det sista torparparet var Alfred och Hanna Johansson. Fram till 1851 var namnet på torpet Lilla Orlångsjö. Då låg huset på västra sidan om Orlångsån. I och med flytten till sin nuvarande plats fick det heta Orlångsjö torp. Stugan har byggts till och förändrats och är numera ett privatägd fritidshus. | Vid Skolleden 59°12′57.24″N 18°3′51.1″Ö / 59.2159000°N 18.064194°Ö          |
|      | Stora Orlångsjö | Stora Orlångsjö, även kallat Orlångsjö länsmangård, bevarades som självständig gård under Ågesta. Gården beboddes av självägande bönder tidvis på 1500-talet fram till 1800-talet som skattegårdar vilket var unikt i Huddinge socken då gårdarna i regel gavs som förläningar till frälse. Gården nyttjades en tid på 1600-talet av länsman i Svartlösa härad, därav namnet länsmangård. Av Stora Orlångssjö är en stor gulmålad träbyggnad i två våningar bevarad samt några rödmålade uthus. Numera tillhör fastigheten Stockholms stad.                                                                                       | Vid Skolleden 59°12′54.57″N 18°3′47.93″Ö / 59.2151583°N 18.0633139°Ö        |